# پارک بی‌های
پارک بی های (به انگلیسی: Beihai Park) یکی از اماکن تفریحی کشور چین که در پکن قرار دارد. این پارک در مدت حکومت ۵ سلسله لیائو، جین، یوان، مینگ و کینگ ساخته شده‌است. با توجه به قدمت ۱۰۰ ساله پارک بی‌های می‌توان آن را یکی از قدیمی‌ترین پارک‌های کشور چین نام برد. مساحت کلی پارک ۶۹ هکتار است که نیمی از آن را آب احاطه کرده همچنین معابد و بناهای قدیمی قسمت‌های دیگر پارک را به خود اختصاص داده‌اند. این پارک در چهار فصل مورد استقبال قرار می‌گیرد زیرا در فصل زمستان بازدیدکنندگان به اسکی بر روی دریاچه یخ زده و در فصل پاییز، بهار و تابستان به دوچرخه سواری و پیاده‌روی می‌پردازند. پارک بی‌های به چهار بخش تقسیم می‌شود که عبارتند از:معبد یونگان که بیشتر به معبد صلح مشهور است. معبد لامائی که ارتفاعی حدود ۳۶ متر دارد در بلندترین نقطه پارک قرار گرفته و در سال ۱۶۵۱ ساخته شده و به همین خاطر سمبل این پارک می‌باشد. قسمت غربی این معبد محل استراحت و تفریح پادشاهان سلسله مینگ بوده‌است. در بخش جنوبی پارک شهر مدور قرار دارد که اطراف آن با دیوارهای سنگی پوشانده شده و در سالن اصلی این معبد یک مجسمه یشم مرغوب قرار گرفته که قدمتی باستانی دارد. آخرین بخش این پارک سالن‌های ۹ اژدها و ۵ اژدها می‌باشند که به دلیل افسانه‌هایی که در مورد این سالن‌ها وجود دارد بسیار مورد اهمیت قرار می‌گیرند. در افسانه‌ها آمده که سالن‌ها مکان‌هایی بوده‌اند که خدایان مؤنث در آن جا شنا می‌کردند.

## نگارخانه

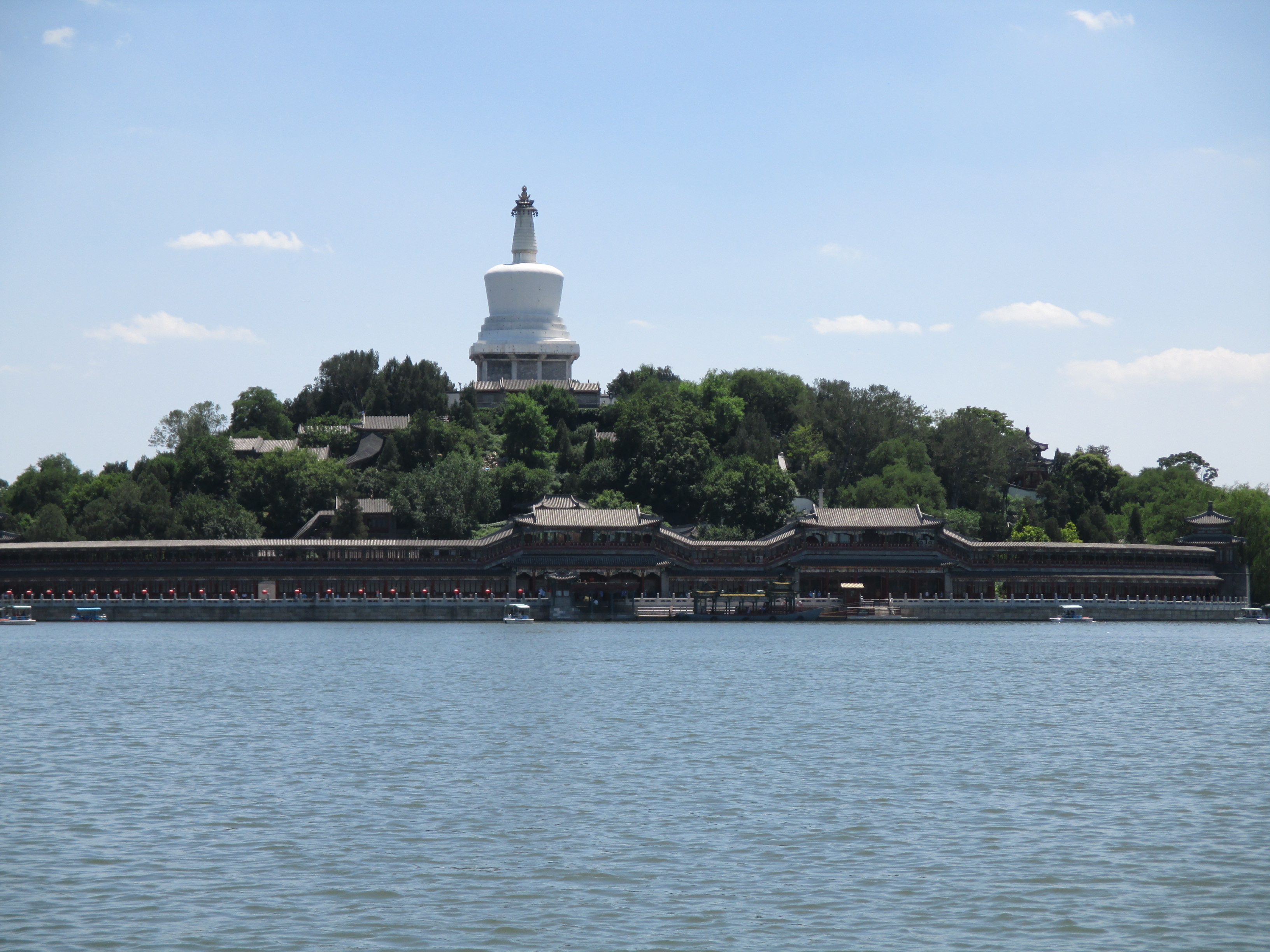
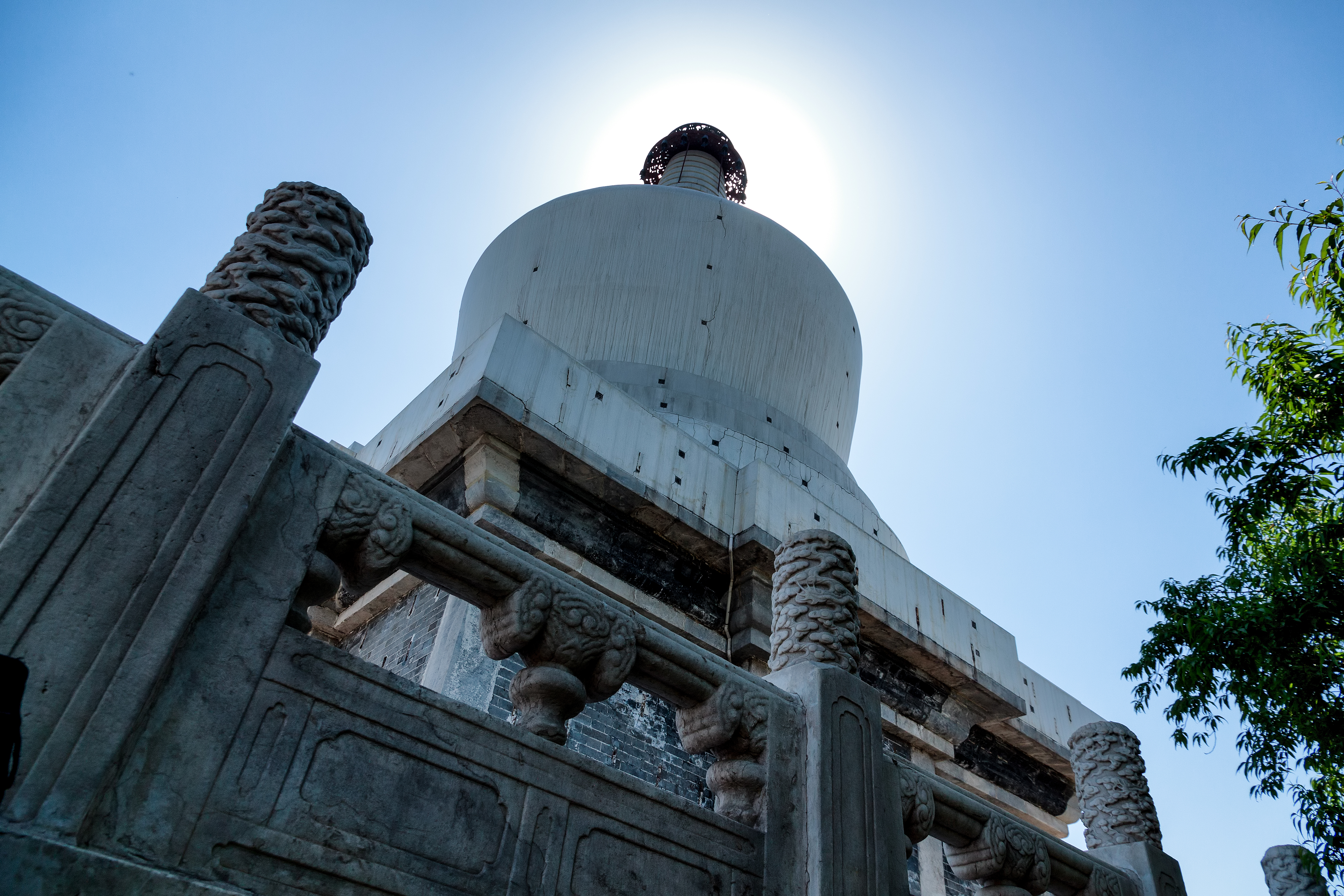
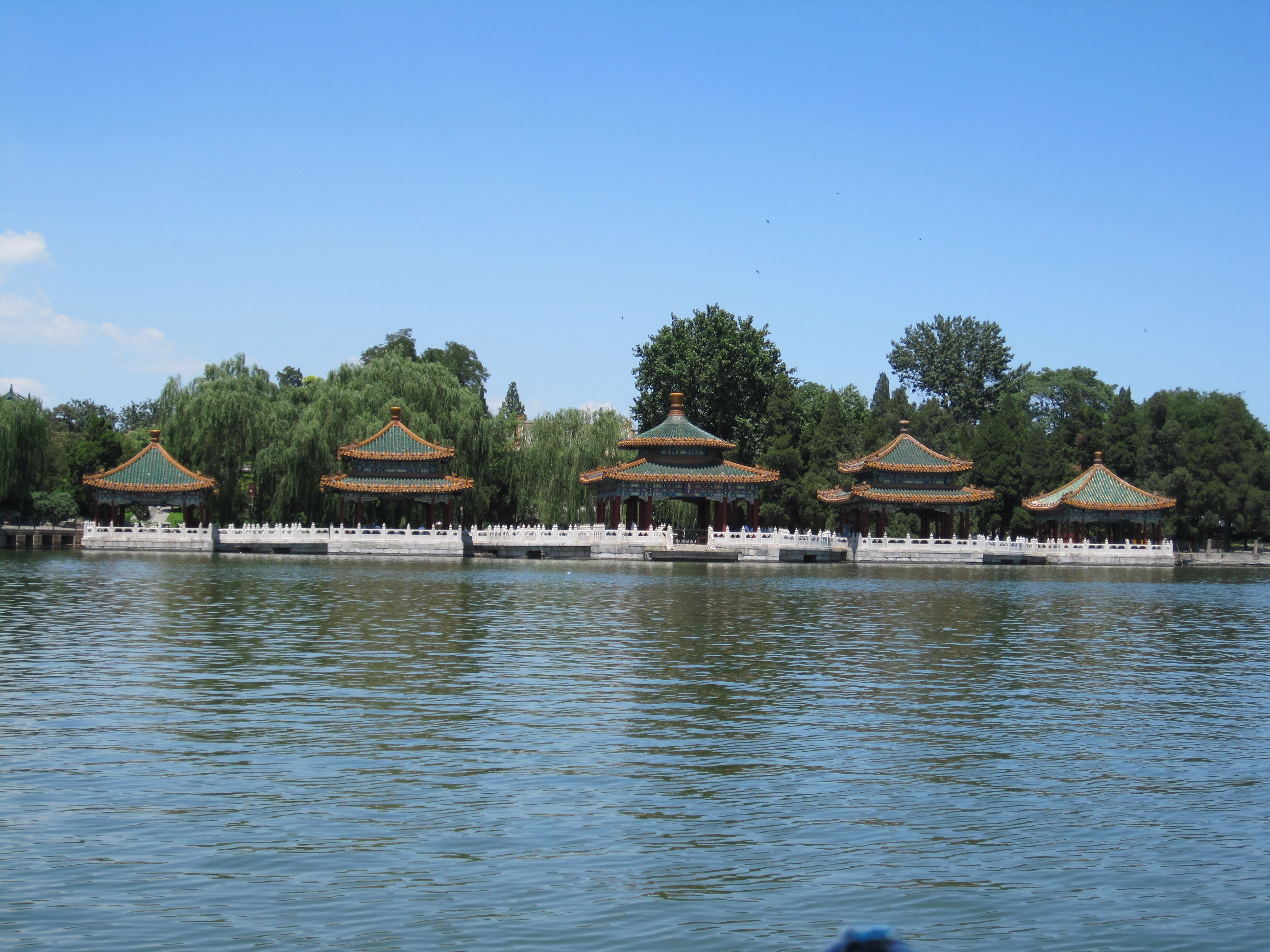
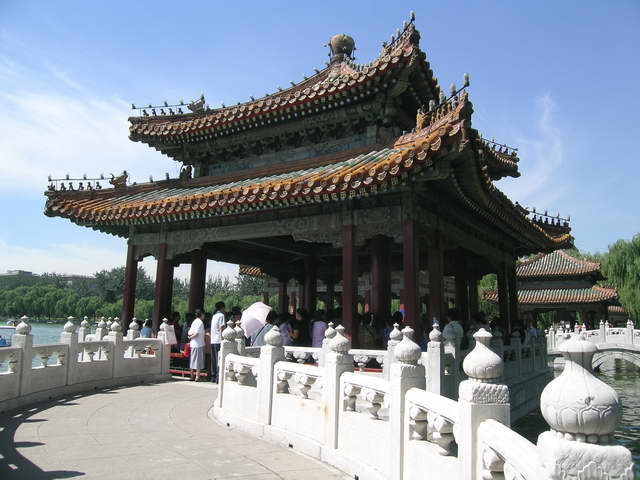
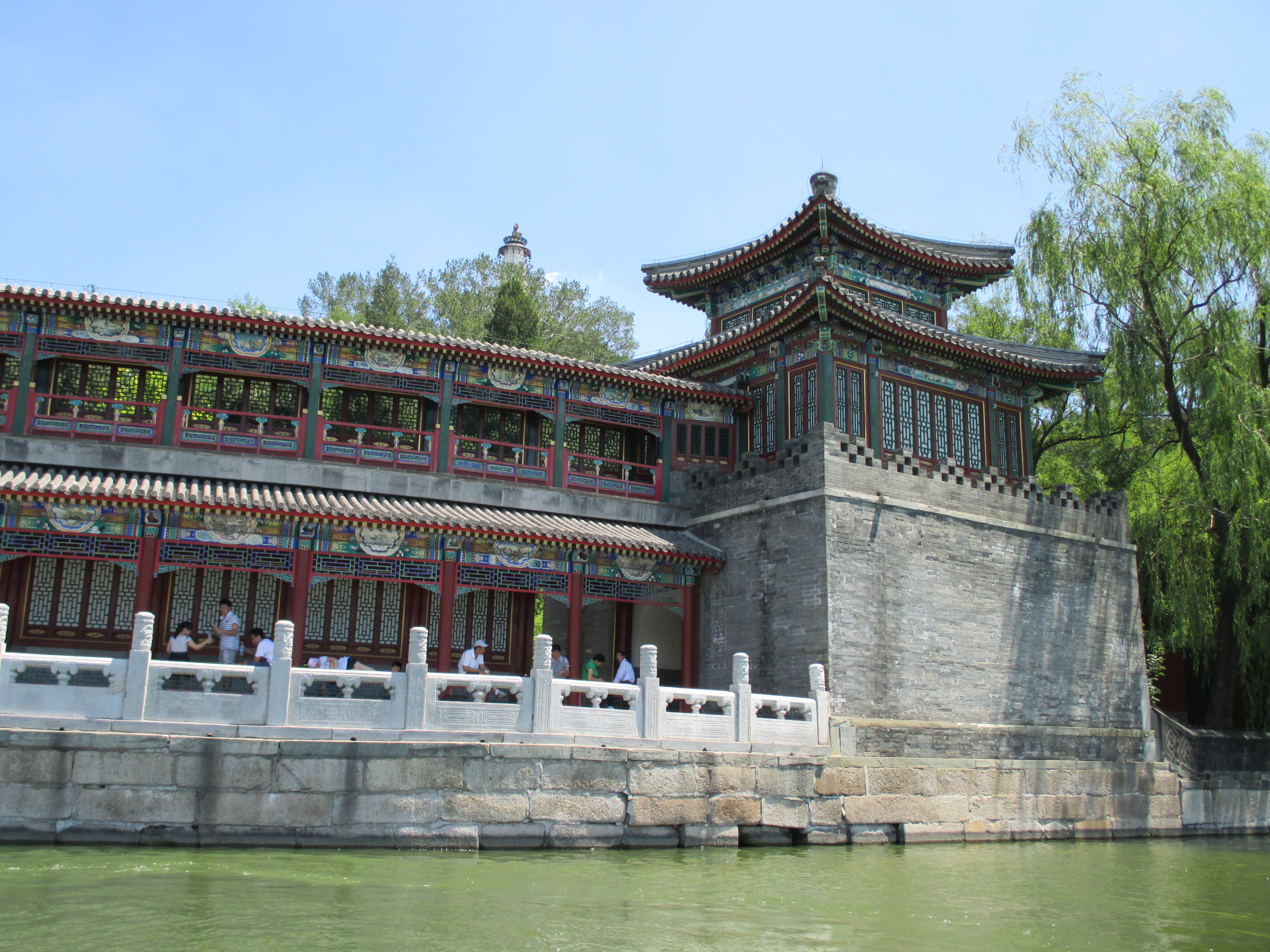
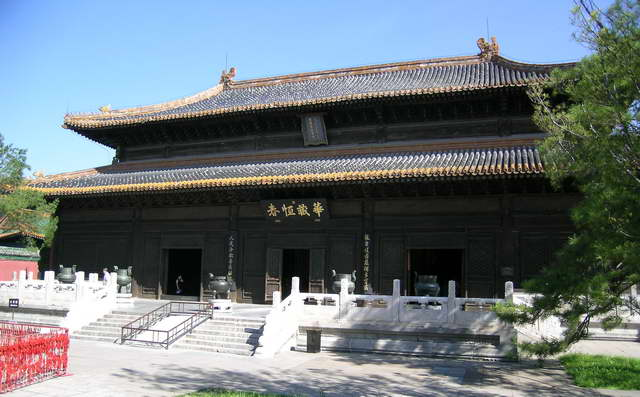
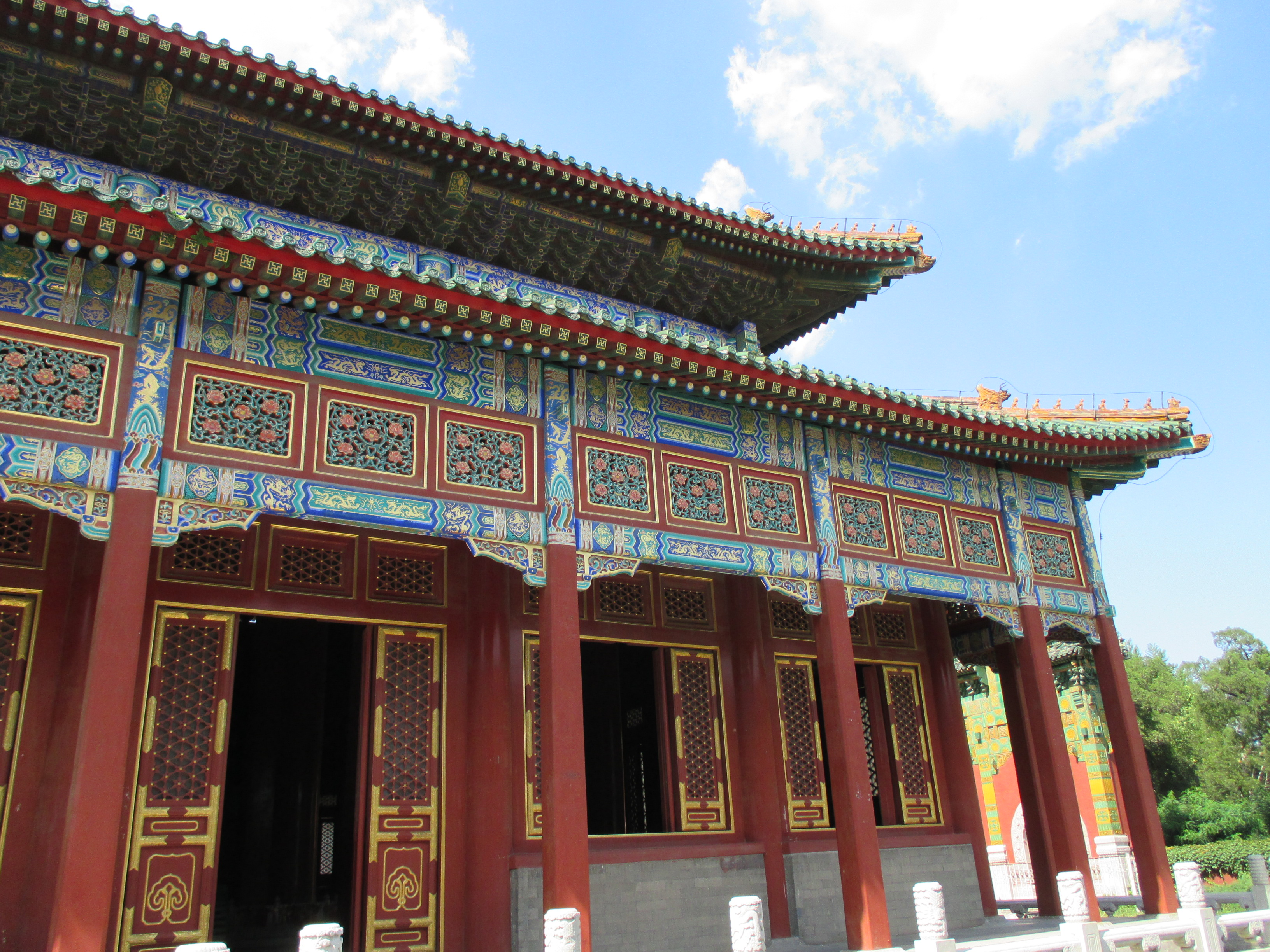
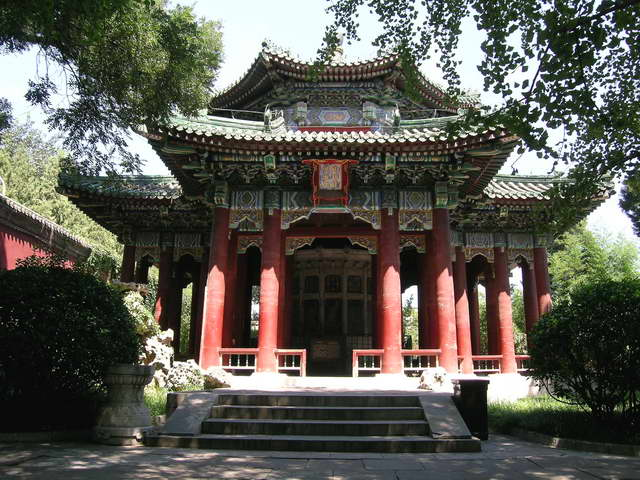
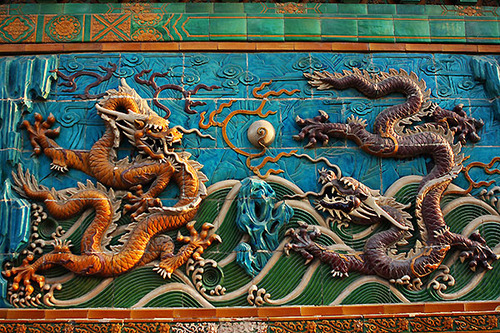
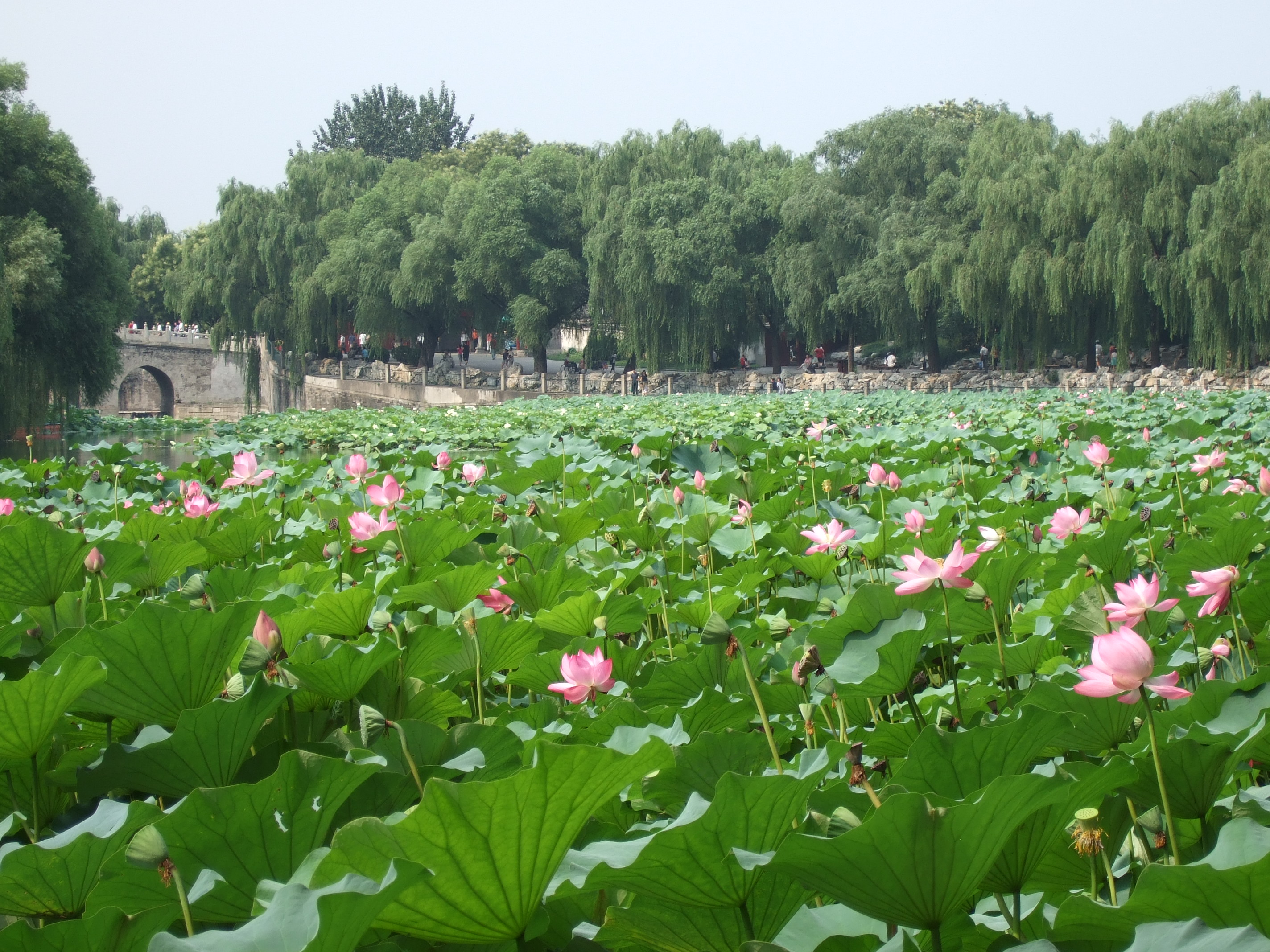